# Joris Lenaerts
Joris Lenaerts (Arendonk, 9 maart 1989) is een voormalig Vlaams radiopresentator voor Studio Brussel.

## Biografie
Hij studeerde radio aan het RITCS in Brussel, waar hij ook meewerkte aan XL Air. Zijn eerste échte radio-ervaring was in het programma Studio Dada (vergelijkbaar met The Wild Bunch). Hij presenteerde onder meer al De Maxx en Super Sunday. Hij verving ook verschillende presentatoren als Babette Moonen in Super Sunday, Nelles De Caluwé in Het Jaar Van De Gitaar en Jan Pauly in Was Het Nu 80, 90 of 2000?. In december 2012 was hij een van de 12 Music For Life-presentatoren.
Sinds september 2014 presenteert hij op Studio Brussel De Afrekening. Vanaf april 2015 verving hij Kirsten Lemaire als presentator van het muziekprogramma Select. Vanaf september 2015 krijgt hij voor het eerst een eigen show op Studio Brussel: het muziekprogramma en -platform Zender. Dat programma presenteert hij samen met Michèle Cuvelier.
Sinds januari 2018 presenteert Lenaerts niet langer op Studio Brussel.